# Federico Fiecconi
Federico Fiecconi (Roma, 13 luglio 1960) è un giornalista, storico e critico del fumetto e del cinema di animazione italiano.
Ha pubblicato saggi e monografie sull'industria dello spettacolo a Hollywood  (Hollywood 2000, Le Mani editore), sul cinema di animazione e sui fumetti. Tratta di questi temi come giornalista, con articoli sulle riviste Epoca, Cineforum, Ciak (per il quale ha scritto anche nel 1990 la biografia di Topolino per il supplemento "Ciakintasca"), TV Sorrisi e Canzoni, Cinemagazine, Design, Topolino, Animation Reporter, Link e sulle pagine "cultura e spettacolo" del quotidiano Il Giornale. Ha scritto l'introduzione di Mille piccoli cretini di Bruno Bozzetto (Coniglio Editore) e di Supergulp! (RCS Quotidiani).
Nel 2003 è stato direttore artistico del Festival Cartoon Preview di Asolo e ha curato la mostra a Roma per i 50 anni del periodico Topolino. È stato membro della giuria del Rimini Cartoon Festival nel 2005 e della giuria di selezione del Festival internazionale del cinema di animazione di Annecy nel 2006. Ha insegnato in master universitari sulla storia del cinema, pubblicità e comunicazione. È consulente dell'Antoniano di Bologna e co-produttore della serie I cartoni dello Zecchino, che è stata dichiarata nel 2009 "migliore produzione crossmediale dell'anno" dal festival di animazione televisiva Cartoons on the Bay.